# Атлетика на Летњим олимпијским играма 1896 — бацање кугле за мушкарце
Такмичење у дисциплини бацање кугле за мушке, на 1. Олимпијским играма 1896. одржано је 7. априла на стадиону Панатинаико. За такмичење се пријавило 7 такмичара (према другој верзији било их је 8) из 5 земаља.

## Земље учеснице
- Данска (1)
- Немачка (2)
- Уједињено Краљевство(1)
- Грчка {2}
- САД (2)

## Рекорди пре почетка такмичења
| Најбољи резултат на свету | 14,58                          | Денис Хорган                   | Велика Британија               |                                | 1895.                          |
| Олимпијски рекорд         | први пут на олимпијским играма | први пут на олимпијским играма | први пут на олимпијским играма | први пут на олимпијским играма | први пут на олимпијским играма |

## Освајачи медаља
| Роберт Гарет САД | Милтијадес Гускос Грчка | Јоргос Папасидерис Грчка |

## Нови рекорди после завршетка такмичења
| Олимпијски рекорд | 11,22 | Роберт Гарет | Сједињене Државе | Атина, Грчка | 7. април 1896. |

## Финале
7. април
| Пласман | Такмичар               | Земља                | Резултат |
| ------- | ---------------------- | -------------------- | -------- |
|         | Роберт Гарет           | САД                  | 11,22 ОР |
|         | Милтијадес Гускос‎      | Грчка                | 11,03    |
|         | Јоргос Папасидерис     | Грчка                | 10,36    |
| 4.      | Џорџ Стјуарт Робертсон | Уједињено Краљевство | 9,95     |
| 5.      | Виго Јенсен            | Данска               | непознат |
|         | Фриц Хофман            | Немачка              | непознат |
|         | Карл Шуман             | Немачка              | непознат |
|         | Елери Кларк            | САД                  | непознат |